# Dekorfärg
Dekorfärg är inom grafisk teknik en kulör som återges utifrån en enskild, färdigblandad tryckfärg (dock inte någon av processfärgerna CMYK). Exempel på dekorfärger är de som ryms i Pantone Matching System (PMS).
I digitala grafiska dokument (till exempel en PDF eller bild) lagras dekorfärger i enskilda färgkanaler, som sedan utgör grunden till de enskilda tryckformarna (till exempel tryckplåtar) som krävs vid tryckningen.

## Dekorfärgernas användningsområden och deras för- och nackdelar
I regel används dekorfärger för att återge de färger som ligger utanför det färgomfång som ges av standardprocessfärgerna CMYK, till exempel fluorescerande färger (neonkulörer), metalliska färger (exempelvis brons eller guld) och mättade kulörer.
Dekorfärger används bl.a. i logotyper och i förpackningstryck där ofta en speciell, exakt kulör efterfrågas. Tillverkarnas tryckta färgkataloger fungerar här som en gemensam visuell referens mellan trycksaksbeställare och tryckeri. Dock är alla dekorfärgsystem (liksom CMYK-systemet) enhetsberoende, d.v.s. den resulterande kulören beror på de förutsättningar som gäller vid tryckningen, så som papprets nyans och papprets ytråhet – varför tillverkarnas färgkataloger brukar återge dekorfärgerna på olika papperskvaliteter, oftast ett bestruket och ett obestruket papper.
Vid fyrfärgstryck med extra dekorfärg talar man ibland om "femfärg", "sexfärg" och så vidare.
Fördelarna med att använda en enskild solid (heltäckande) dekorfärg istället för dess motsvarighet i en processfärgskombination är bl.a.
- avsaknad av eventuellt misspass
- avsaknad av rastermönster och eventuell moiré
- mindre risk för variation i färgåtergivningen, då risken är större att nyansen hos någon av de fyra enskilda processfärgerna annars varierar under tryckningen (till exempel på grund av skiftande färgfilmstjocklek), vilket i sin tur påverkar sekundär- och tertiärfärgernas utseende.

Till dekorfärgernas nackdelar i jämförelse med processfärgerna hör bl.a.
- det högre priset (vilket dock varierar beroende på typ av dekorfärg)
- behovet av unik tryckform och tryckenhet/tryckverk för varje använd dekorfärg (till följd av tryckpressens tryckverkskonfiguration begränsas i praktiken antalet unika dekorfärger som kan tryckas vid varje intag)
- kostnaden för de tryckta färgbibliotek/färgkataloger som återger färgernas utseende och som bör uppdateras med jämna mellanrum enligt tillverkarna, till följd av nyansförändringar över tid och förändringar i kulöruppsättningarna.

## Dekorfärgssystem
Idag används flera olika dekorfärgssystem, bl.a.
- Pantone Matching System (PMS) – ett av de mest kända systemen som används främst i Europa och Nordamerika.
- HKS – används främst i Europa.
- Toyo – används främst i Japan.
- DIC

Dekorfärgssystemen brukar utgå från ett antal grundfärger som sedan kan blandas, antingen direkt hos tryckeriet eller av tryckfärgsleverantören, enligt ett visst "färgrecept" som återges i speciella receptguider för att på så sätt uppnå en viss dekorfärgskulör.
Kulörerna brukar återges i form av tryckta färgrutor i speciella kataloger eller guider, tillsammans med den unika namnbeteckningen (till exempel "PMS 2995 U" för PMS-tryckfärgen 2995 tryckt på obestruket (eng. uncoated) papper). Ibland anges även de närmaste ekvivalenta CMYK- resp. RGB-färgvärdena. I till exempel Adobes programvaror finns även möjlighet att få dekorfärgernas kulörer definierade i CIELAB.